# Kaufmich.com
Kaufmich.com ist eine deutschsprachige Internetplattform, die sich als soziales Netzwerk für Sexarbeiter und ihre Kunden aus Deutschland, Österreich, den Niederlanden und der Schweiz versteht. Der Schwerpunkt liegt dabei auf dem freiberuflichen Escortservice. Betreiber ist die Firma Ideawise Ltd. mit Sitz in Hongkong. Der deutsche Kundendienst wird zentral von Berlin aus betrieben.

## Geschichte
2007 wurde von den Brüdern Julius, David und Robert Dreyer mit den Vorbereitungen für die Plattformen begonnen. kaufmich.com ging im Mai 2009 offiziell an den Start. Der erste Relaunch fand im April 2010 statt und im Juni des gleichen Jahres ging der Kaufmich-Blog online.

## Daten
Nach eigenen Angaben ist Kaufmich.com der zurzeit größte virtuelle Marktplatz für Sexarbeiter und ihre Kunden im deutschsprachigen Raum. Im Juli 2016 waren 113.784 registrierte Escorts, 5314 Clubs und Bordelle im Portfolio und über 3 Millionen von Escorts und Usern hochgeladene Fotos online. Die Besucherzahl liegt bei rund 4 Millionen/Monat. Laut Alexa stand Kaufmich.com auf Rang 313 der deutschen und Rang 8.921 der internationalen Webseiten. (Stand Oktober 2016)

## Dienstleistung
Hinter kaufmich.com steht der Gedanke, Prostituierten, Escorts, Clubs, Bordellen sowie Begleitagenturen und ihren Kunden eine Plattform zur Verfügung zu stellen, auf der die beteiligten Zielgruppen schnell und diskret Kontakt zueinander aufnehmen können. Dabei funktioniert die Nutzung für Anbieter und Kunden nach dem sogenannten Freemium-Modell. Seit Dezember 2023 bietet Kaufmich eine Livecam Funktion an, um Escorts per Livecam Kamera zu sehen.

## Freemium und Mitgliedschaft
Um Kaufmich.com nutzen zu können, bedarf es einer Anmeldung als Mitglied. Wie bei Freemium-Modellen üblich, ist die Mitgliedschaft grundsätzlich kostenlos. Sexarbeiter können nach bestätigter Anmeldung Anzeigen schalten und so für ihre Dienste werben. Sofern die entsprechenden Angaben zur Verfügung gestellt wurden, werden Anschrift, Telefonnummer, Webseite und E-Mail-Adresse auf dem Profil des Anbieters öffentlich angezeigt. Diese Profile sind von allen Mitgliedern des Netzwerks einsehbar, sodass der Kunde den Kontakt mit dem Sexarbeiter direkt herstellen kann. Darüber hinaus können Sexarbeiter und Kunden eine sogenannte Plus-Mitgliedschaft erwerben, was zu erweiterten Nutzungsmöglichkeiten führt.

## Das Magazin
Auf Kaufmich.com gibt es ein Magazin. Darin werden verschiedene Inhalte präsentiert. Hierunter fallen bspw. Interviews mit Prostituierten und Freiern, Umfragen, Sextipps und Wissenswertes über Gesetze zur Prostitution.

## Sonstiges
2015 hat Kaufmich.com mit einer Stellenausschreibung als Tester/Qualitätsmanager (Bordelle) für Aufsehen gesorgt. Die Stellenausschreibung erhielt weltweit Anerkennung in Presse und den Medien.
Neben zahlreichen Zeitungen erregte die Diskussion auch großes Aufsehen in sozialen Netzwerken mit Diskussion um eine Legalisierung von Prostitution und warum dies bereits in Deutschland der Fall sei.
Als Statement von Kaufmich.com dazu: „Die Stellenanzeige, welche von vielen als frühzeitiger 1. April-Scherz aufgefasst wurde, war vielmehr der Versuch aufzuzeigen, wie viel gesellschaftlicher Stigmatisierung sexuelle Dienstleister nach wie vor ausgesetzt sind. Wäre solch ein Job denn wirklich so merkwürdig? Trotz Legalisierung scheint ein Qualitätstester für Bordelle viel mehr Aufsehen zu erregen als z.B. ein Hoteltester oder Mystery Shopper.“